# A Reality Tour
De A Reality Tour was een tournee van de Britse muzikant David Bowie, die in 2003 en 2004 in Europa, Noord-Amerika, Oceanië en Azië gehouden werd. De tournee werd gehouden ter promotie van zijn album Reality. De tournee werd gepromoot als zijn eerste grootschalige tournee sinds de Outside Tour in 1995 en 1996. Met 112 shows was het de langste tournee uit Bowie's carrière, en zijn laatste tournee voor zijn overlijden op 10 januari 2016. De shows in Dublin op 22 en 23 november 2003 werden gefilmd en in 2004 uitgebracht op DVD onder de naam A Reality Tour en in 2010 op een CD die vijf extra nummers bevatte onder de naam A Reality Tour.
De tournee was oorspronkelijk gepland om nog langer door te gaan, maar na het optreden op het Hurricane Festival in Scheeßel moest de tour worden afgebroken nadat Bowie backstage in elkaar zakte. In het ziekenhuis in Hamburg werd hij gediagnosticeerd met een acuut verstopte slagader die een angioplastieke procedure vereiste. Tijdens zijn voorgaande optredens voelde Bowie zich al ziek, waarbij hij onder anderen wit uitsloeg en constant bleef zweten tot het punt waarop er een emmer backstage moest staan waarin hij kon overgeven tussen de nummers door.

## Personeel
- David Bowie: zang, gitaar, Stylophone, mondharmonica
- Earl Slick: gitaar
- Gerry Leonard: gitaar, achtergrondzang
- Mark Plati: basgitaar, gitaar, achtergrondzang
- Gail Ann Dorsey: basgitaar, achtergrondzang
- Sterling Campbell: drums
- Mike Garson: keyboards, piano
- Catherine Russell: keyboards, percussie, akoestische gitaar, achtergrondzang

## Tourdata
| Datum            | Stad                        | Land             | Locatie                                    |
| Europa           | Europa                      | Europa           | Europa                                     |
| ---------------- | --------------------------- | ---------------- | ------------------------------------------ |
| 7 oktober 2003   | Kopenhagen                  | Denemarken       | Forum København                            |
| 8 oktober 2003   | Stockholm                   | Zweden           | Globen Arena                               |
| 10 oktober 2003  | Helsinki                    | Finland          | Hartwall Areena                            |
| 12 oktober 2003  | Oslo                        | Noorwegen        | Oslo Spektrum                              |
| 15 oktober 2003  | Rotterdam                   | Nederland        | Rotterdam Ahoy                             |
| 16 oktober 2003  | Hamburg                     | Duitsland        | Color Line Arena                           |
| 18 oktober 2003  | Frankfurt am Main           | Duitsland        | Festhalle Frankfurt                        |
| 20 oktober 2003  | Parijs                      | Frankrijk        | POPB                                       |
| 21 oktober 2003  | Parijs                      | Frankrijk        | POPB                                       |
| 23 oktober 2003  | Milaan                      | Italië           | Forum di Assago                            |
| 24 oktober 2003  | Zürich                      | Zwitserland      | Hallenstadion                              |
| 26 oktober 2003  | Stuttgart                   | Duitsland        | Hanns-Martin-Schleyer-Halle                |
| 27 oktober 2003  | München                     | Duitsland        | Olympiahalle                               |
| 29 oktober 2003  | Wenen                       | Oostenrijk       | Wiener Stadthalle                          |
| 31 oktober 2003  | Keulen                      | Duitsland        | Kölnarena                                  |
| 1 november 2003  | Hannover                    | Duitsland        | Preussag Arena                             |
| 3 november 2003  | Berlijn                     | Duitsland        | Max-Schmeling-Halle                        |
| 5 november 2003  | Antwerpen                   | België           | Sportpaleis                                |
| 7 november 2003  | Lille                       | Frankrijk        | Zénith de Lille                            |
| 8 november 2003  | Amnéville                   | Frankrijk        | Galaxie Amnéville                          |
| 10 november 2003 | Nice                        | Frankrijk        | Palais Nikaïa                              |
| 14 november 2003 | Marseille                   | Frankrijk        | Le Dôme de Marseille                       |
| 15 november 2003 | Lyon                        | Frankrijk        | Halle Tony Garnier                         |
| 17 november 2003 | Manchester                  | Engeland         | Manchester Arena                           |
| 19 november 2003 | Birmingham                  | Engeland         | NEC LG Arena                               |
| 20 november 2003 | Birmingham                  | Engeland         | NEC LG Arena                               |
| 22 november 2003 | Dublin                      | Ierland          | Point Theatre                              |
| 23 november 2003 | Dublin                      | Ierland          | Point Theatre                              |
| 25 november 2003 | Londen                      | Engeland         | Wembley Arena                              |
| 26 november 2003 | Londen                      | Engeland         | Wembley Arena                              |
| 28 november 2003 | Glasgow                     | Schotland        | Scottish Exhibition and Conference Centre  |
| Noord-Amerika    |                             |                  |                                            |
| 13 december 2003 | Montreal                    | Canada           | Bell Centre                                |
| 15 december 2003 | New York                    | Verenigde Staten | Madison Square Garden                      |
| 16 december 2003 | Uncasville                  | Verenigde Staten | Mohegan Sun Arena                          |
| 20 december 2003 | Nassau                      | Bahama's         | The Atlantis Paradise Island Hotel         |
| 7 januari 2004   | Cleveland                   | Verenigde Staten | CSU Convocation Center                     |
| 9 januari 2004   | Auburn Hills                | Verenigde Staten | The Palace of Auburn Hills                 |
| 11 januari 2004  | Minneapolis                 | Verenigde Staten | Target Center                              |
| 13 januari 2004  | Rosemont (Illinois)         | Verenigde Staten | Rosemont Theatre                           |
| 14 januari 2004  | Rosemont (Illinois)         | Verenigde Staten | Rosemont Theatre                           |
| 16 januari 2004  | Rosemont (Illinois)         | Verenigde Staten | Rosemont Theatre                           |
| 19 januari 2004  | Denver                      | Verenigde Staten | Fillmore Auditorium                        |
| 21 januari 2004  | Calgary                     | Canada           | Pengrowth Saddledome                       |
| 24 januari 2004  | Vancouver                   | Canada           | Rogers Arena                               |
| 25 januari 2004  | Seattle                     | Verenigde Staten | Paramount Theatre                          |
| 27 januari 2004  | San Jose (Californië)       | Verenigde Staten | HP Pavilion                                |
| 30 januari 2004  | Las Vegas                   | Verenigde Staten | The Joint                                  |
| 31 januari 2004  | Los Angeles                 | Verenigde Staten | Shrine Auditorium                          |
| 2 februari 2004  | Los Angeles                 | Verenigde Staten | Shrine Auditorium                          |
| 3 februari 2004  | Los Angeles                 | Verenigde Staten | Wiltern Theatre                            |
| 5 februari 2004  | Phoenix                     | Verenigde Staten | Dodge Theater                              |
| 6 februari 2004  | Las Vegas                   | Verenigde Staten | The Joint                                  |
| 7 februari 2004  | Los Angeles                 | Verenigde Staten | Wiltern Theatre                            |
| Oceanië          |                             |                  |                                            |
| 14 februari 2004 | Wellington                  | Nieuw-Zeeland    | Westpac Stadium                            |
| 17 februari 2004 | Brisbane                    | Australië        | Brisbane Entertainment Centre              |
| 20 februari 2004 | Sydney                      | Australië        | Sydney Entertainment Centre                |
| 21 februari 2004 | Sydney                      | Australië        | Sydney Entertainment Centre                |
| 23 februari 2004 | Adelaide                    | Australië        | Adelaide Entertainment Centre              |
| 26 februari 2004 | Melbourne                   | Australië        | Rod Laver Arena                            |
| 27 februari 2004 | Melbourne                   | Australië        | Rod Laver Arena                            |
| 1 maart 2004     | Perth                       | Australië        | Supreme Court Gardens                      |
| Azië             |                             |                  |                                            |
| 4 maart 2004     | Singapore                   | Singapore        | Singapore Indoor Stadium                   |
| 8 maart 2004     | Tokio                       | Japan            | Nippon Budokan                             |
| 9 maart 2004     | Tokio                       | Japan            | Nippon Budokan                             |
| 11 maart 2004    | Osaka                       | Japan            | Osaka-jo Hall                              |
| 14 maart 2004    | Kowloon                     | Hongkong         | Hong Kong Convention and Exhibition Centre |
| Noord-Amerika    |                             |                  |                                            |
| 29 maart 2004    | Philadelphia (Pennsylvania) | Verenigde Staten | Wachovia Center                            |
| 30 maart 2004    | Boston                      | Verenigde Staten | FleetCenter                                |
| 1 april 2004     | Toronto                     | Canada           | Air Canada Centre                          |
| 2 april 2004     | Ottawa                      | Canada           | Corel Centre                               |
| 4 april 2004     | Quebec                      | Canada           | Colisée Pepsi                              |
| 7 april 2004     | Winnipeg                    | Canada           | Winnipeg Arena                             |
| 9 april 2004     | Edmonton                    | Canada           | Rexall Place                               |
| 11 april 2004    | Kelowna                     | Canada           | Skyreach Place                             |
| 13 april 2004    | Portland (Oregon)           | Verenigde Staten | Rose Garden Arena                          |
| 14 april 2004    | Seattle                     | Verenigde Staten | KeyArena                                   |
| 16 april 2004    | Berkeley (Californië)       | Verenigde Staten | Berkeley Community Theatre                 |
| 17 april 2004    | Berkeley (Californië)       | Verenigde Staten | Berkeley Community Theatre                 |
| 19 april 2004    | Santa Barbara (Californië)  | Verenigde Staten | Santa Barbara Bowl                         |
| 22 april 2004    | Los Angeles                 | Verenigde Staten | Greek Theatre                              |
| 23 april 2004    | Anaheim                     | Verenigde Staten | Arrowhead Pond                             |
| 25 april 2004    | Loveland                    | Verenigde Staten | Budweiser Events Center                    |
| 27 april 2004    | Austin                      | Verenigde Staten | The Backyard Amphitheater                  |
| 29 april 2004    | The Woodlands (Texas)       | Verenigde Staten | Cynthia Woods Mitchell Pavilion            |
| 30 april 2004    | New Orleans                 | Verenigde Staten | Saenger Theatre                            |
| 5 mei 2004       | Tampa (Florida)             | Verenigde Staten | Tampa Bay Performing Arts Center           |
| 8 mei 2004       | Atlanta                     | Verenigde Staten | Chastain Park Amphitheater                 |
| 10 mei 2004      | Kansas City                 | Verenigde Staten | Starlight Theatre                          |
| 11 mei 2004      | Saint Louis (Missouri)i     | Verenigde Staten | Fox Theatre                                |
| 13 mei 2004      | Hershey (Pennsylvania)      | Verenigde Staten | Star Pavilion                              |
| 14 mei 2004      | London (Ontario)            | Canada           | John Labatt Centre                         |
| 16 mei 2004      | Fairfax (Virginia)          | Verenigde Staten | Patriot Center                             |
| 17 mei 2004      | Pittsburgh                  | Verenigde Staten | Benedum Center                             |
| 19 mei 2004      | Milwaukee                   | Verenigde Staten | Milwaukee Theatre                          |
| 20 mei 2004      | Indianapolis                | Verenigde Staten | Murat Shrine                               |
| 22 mei 2004      | Moline (Illinois)           | Verenigde Staten | The MARK of the Quad Cities                |
| 24 mei 2004      | Columbus (Ohio)             | Verenigde Staten | Columbus Veterans Memorial Auditorium      |
| 25 mei 2004      | Buffalo (New York)          | Verenigde Staten | Shea's Performing Arts Center              |
| 27 mei 2004      | Scranton (Pennsylvania)     | Verenigde Staten | Ford Pavilion at Montage Mountain          |
| 29 mei 2004      | Atlantic City (New Jersey)  | Verenigde Staten | Borgata Event Center                       |
| 30 mei 2004      | Atlantic City (New Jersey)  | Verenigde Staten | Borgata Event Center                       |
| 1 juni 2004      | Manchester (New Hampshire)  | Verenigde Staten | Verizon Wireless Arena                     |
| 2 juni 2004      | Uncasville                  | Verenigde Staten | Mohegan Sun Arena                          |
| 4 juni 2004      | Wantagh (New York)          | Verenigde Staten | Tommy Hilfiger at Jones Beach Theater      |
| 5 juni 2004      | Holmdel                     | Verenigde Staten | PNC Bank Arts Center                       |
| Europa           |                             |                  |                                            |
| 11 juni 2004     | Amsterdam                   | Nederland        | Amsterdam ArenA                            |
| 13 juni 2004     | Newport (Isle of Wight)     | Engeland         | Seaclose Park Isle of Wight Festival       |
| 17 juni 2004     | Bergen                      | Noorwegen        | Koengen Bergen Festival                    |
| 18 juni 2004     | Oslo                        | Noorwegen        | Frognerbadet Norwegian Wood Festival       |
| 20 juni 2004     | Seinäjoki                   | Finland          | Provinssirock                              |
| 23 juni 2004     | Praag                       | Tsjechië         | T-Mobile Arena                             |
| 25 juni 2004     | Scheeßel                    | Duitsland        | Eichenring Hurricane Festival              |

Afgelaste/verplaatste shows
- 12 november 2003 - Toulouse, Frankrijk - Le Zénith de Toulouse (afgelast)
- 6 december 2003 - Atlantic City (New Jersey), Verenigde Staten - Borgata Event Center (verplaatst naar 29 mei 2004)
- 7 december 2003 - Fairfax, Virginia, Verenigde Staten - Patriot Center (verplaatst naar 16 mei 2004)
- 9 december 2003 - Boston - FleetCenter (verplaatst naar 30 maart 2004)
- 10 december 2003 - Philadelphia, Verenigde Staten - Wachovia Center (verplaatst naar 29 maart 2004)
- 12 december 2003 - Toronto, Canada - Air Canada Centre (verplaatst naar 1 april 2004)
- 6 mei 2004 - Miami, Verenigde Staten - James L. Knight Center (afgelast)
- 26 juni 2004 - Tuttlingen, Duitsland - Southside Festival (afgelast)
- 29 juni 2004 - Wenen, Oostenrijk - Schloss Schönbrunn (afgelast)
- 30 juni 2004 - Salzburg, Oostenrijk - Residenzplatz (afgelast)
- 2 juli 2004 - Roskilde, Denemarken - Roskilde Festival (afgelast)
- 4 juli 2004 - Werchter, België - Rock Werchter (afgelast)
- 6 juli 2004 - Île du Grand Gaou, Frankrijk - Festival de la Gaou (afgelast)
- 7 juli 2004 - Carcassonne, Frankrijk - Festival de la Cite (afgelast)
- 10 juli 2004 - Kinross, Schotland - Balado, T in the Park (afgelast)
- 11 juli 2004 - County Kildare, Ierland - Oxegen (afgelast)
- 14 juli 2004 - Bilbao, Spanje - Bilbao Festival (afgelast)
- 16 juli 2004 - Santiago de Compostela, Spanje - Xacobeo Festival (afgelast)
- 17 juli 2004 - Porto, Portugal - The Dragon Festival (afgelast)
- 20 juli 2004 - Nyon, Frankrijk - Paléo Festival Nyon (afgelast)
- 21 juli 2004 - Monte Carlo, Monaco - Club du Sporting (afgelast)
- 23 juli 2004 - Carhaix-Plouguer, Frankrijk - Vieilles Charrues Festival (afgelast)

## Gespeelde nummers
Van David Bowie (1969)
- "Space Oddity"

Van The Man Who Sold the World (1970)
- "The Man Who Sold the World"
- "The Supermen"

Van Hunky Dory (1971)
- "Changes"
- "Life on Mars?"
- "Quicksand"
- "Queen Bitch"
- "The Bewlay Brothers"

Van The Rise and Fall of Ziggy Stardust and the Spiders from Mars (1972)
- "Five Years"
- "Starman"
- "Hang On to Yourself"
- "Ziggy Stardust"
- "Suffragette City"

Van Aladdin Sane (1973)
- "Panic in Detroit"
- "The Jean Genie"

Van Diamond Dogs (1974)
- "Diamond Dogs"
- "Rebel Rebel"

Van Young Americans
- "Win"
- "Fame"

Van Station to Station (1976)
- "Station to Station"
- "Golden Years"

Van Low (1977)
- "Breaking Glass"
- "Sound and Vision"
- "Always Crashing in the Same Car"
- "Be My Wife"
- "A New Career in a New Town"

Van "Heroes" (1977)
- ""Heroes""

Van Lodger (1979)
- "Fantastic Voyage"

Van Scary Monsters (and Super Creeps) (1980)
- "Ashes to Ashes"
- "Fashion"

Van Let's Dance (1983)
- "Modern Love"
- "China Girl" (oorspronkelijk van Iggy Pop)
- "Let's Dance"

Van Tonight (1984)
- "Loving the Alien"
- "Blue Jean"

Van 1. Outside (1995)
- "Hallo Spaceboy"
- "The Motel"

Van Earthling (1997)
- "Battle for Britain (The Letter)"
- "I'm Afraid of Americans"

Van Heathen (2002)
- "Sunday"
- "Cactus" (oorspronkelijk van Pixies)
- "Slip Away"
- "Afraid"
- "I've Been Waiting for You" (oorspronkelijk van Neil Young)
- "5:15 the Angels Have Gone"
- "Heathen (The Rays)"

Van Reality (2003)
- "New Killer Star"
- "Pablo Picasso" (oorspronkelijk van The Modern Lovers)
- "Never Get Old"
- "The Loneliest Guy"
- "Looking for Water"
- "She'll Drive the Big Car"
- "Days"
- "Fall Dog Bombs the Moon"
- "Try Some, Buy Some" (oorspronkelijk van Ronnie Spector)
- "Reality"
- "Bring Me the Disco King"

Overige nummers
- "All the Young Dudes" (oorspronkelijk van Mott the Hoople)
- "Bang a Gong (Get It On)" (oorspronkelijk van T. Rex)
- "Do You Know the Way to San José" (oorspronkelijk van Dionne Warwick)
- "A Hard Day's Night" (oorspronkelijk van The Beatles)
- "Here Comes the Sun" (oorspronkelijk van The Beatles)
- "It Can't Happen Here" (oorspronkelijk van The Mothers of Invention)
- "Liza Jane" (non-album single van Bowie uit 1964)
- "Puppet on a String" (oorspronkelijk van Sandie Shaw)
- "Rumble" (oorspronkelijk van Link Wray & His Ray Men)
- "Sister Midnight" (oorspronkelijk van Iggy Pop)
- "Song 2" (oorspronkelijk van Blur)
- "Summertime" (oorspronkelijk uit de opera Porgy and Bess)
- "Under Pressure" (duet van Bowie met Queen uit 1981)
- "White Light/White Heat" (oorspronkelijk van The Velvet Underground)
- "Y.M.C.A." (oorspronkelijk van Village People)